# Kyrie eleison

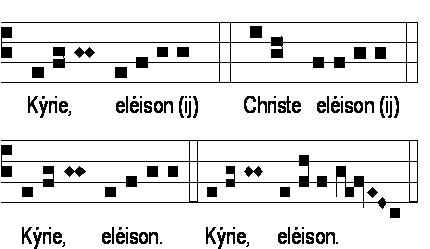
Kyrie, din Graduale Romanum

Kyrie eleison (sau Kurie eleison, în greaca veche), o transliterare a termenilor grecești: Κύριε, ἐλέησον, este denumirea comună a unei importante rugăciuni din liturghia creștină, fiind tradusă în limba română: Doamne, miluiește! (pentru creștini ortodocși) sau Doamne, îndură-Te spre noi! (pentru creștinii catolici latini și bizantini). Termenul grecesc kyrie (în greacă κύριε) este cazul vocativ al substantivului kyrios (în greacă κύριος), însemnând "Domn", iar eléison (în greacă ἐλέησον) se traduce în limba română prin "Fie-ți milă". În România, în unele sate, unele procesiuni religioase erau însoțite de anunțul "chiraleisa" !

## În alte limbi
| - Afrikaans: Here, ontferm U oor ons - Albaneză: Mëshiro, o Zot! - Arabă: يا ربّ ارحم (Yā Rabbu rḥam) - Aramaică: ܡܘܪܢ ܥܛܪܚܡ (Moran eṯraḥam) - Armeană: Տէր, ողորմեա (Ter oġormya) - Bască: Erruki zakizkigu, Jauna - Bielorusă: Зьмілуй, Госпаду (Źmiłuj Hospadu, Z'miluy Hospadu) - Bulgară: Господи, помилуй (Gospodi, pomiluj) - Catalană: Senyor, tingueu pietat - Cebuană: Ginoo, kaloy-i kami - Cehă: Pane, smiluj se - Chineză: (tradițional) 求主憐憫 (simplificat) 求主怜悯 (Mandarină: qiúzhǔ lián mǐn; Cantoneză: kauzyu ling man; Min: kiuchu lian bin; Wu: jieutsyu lie min) - Coreeană: 주님, 자비를 베푸소서 (Junim, jabirul bepusoseo) - Croată: Gospodine, smiluj se - Daneză: Herre, forbarm Dig - Ebraică: אדון רחם נא (Adon raḥem na) - Engleză: Lord, have mercy - Esperanto: Sinjoro, kompatu - Estonă: Issand, halasta - Filipineză (Tagalog): Dyos, kaawaan mo kami - Finlandeză: Herra armahda - Franceză: Seigneur, prends pitié - Galeză: Arglwydd, trugarha wrthym - Georgiană: უფალო, შეგვიწყალე (Up'alo, šegvitsk'ale) - Germană: Herr, erbarme Dich unser - Greacă veche: Κύριε ἐλέησον (Kýrie e̍leêson) - Hill Mari: Йымы, жäлаемä - Indoneziană: Tuhan, kasihanilah kami - Irlandeză: A Thiarna, déan trócaire orainn - Islandeză: Drottinn, miskunna þú oss - Italiană: Signore, pietà - Japoneză: 主よ、あわれみたまえ (しゅ、あわれみたまえ) (Shyo, awaremitamae) - Latină: Domine, miserere | - Letonă: Kungs, apžēlojies - Lituaniană: Viešpatie, pasigailėk - Macedoneană: Господи, помилуј (Gospodi, pomiluj) - Maghiară: Uram, irgalmazz - Malayalam: Kurielaison - Malteză: Kristu ħniena - Maori: E te Ariki, kia aroha mai - Meadow Mari: Юмо серлаге (Yumo serlage) - Ndebele: Nkosi, sihawukele - Neerlandeză: Heer, ontferm u - Neogreacă: Κύριε ελέησον (Kírie eléison) - Norvegiană: Herre, miskunne Deg - Persană: پروردگارا ، به ما رحم كن - Poloneză: Panie zmiłuj się - Portugheză: Senhor, tende piedade de nós - Rusă: Господи, помилуй (Gospodi, pomiluj) - Samoană: Le Ali'i e, alofa mai - Sârbă: Господи, помилуј (Gospodi, pomiluj) - Scoțiană: A Thighearna, dèan tròcair oirnn - Shona: Mambo tinzwireiwo tsitsi - Slavonă: Господи Помилуй (Gospodi pomilui) - Slovacă: Pane, zmiluj sa - Slovenă: Gospod, usmili se - Spaniolă: Señor, ten piedad - Suedeză: Herre, förbarma Dig - Swahili: Bwana utuhurumie - Tagalog: Panginoon, kaawaan mo kami - Thailandeză: พระผู้เป็นเจ้า โปรดเมตตาเทอญ - Turcă: Rabbim, bize merhamet eyle - Ucraineană: Господи помилуй (Hospody pomyluj) - Vandalică: Froia arme - Vietnameză: Xin Chúa thương xót chúng con. |